# Лащонов Федір Серафимович
Фе́дір Серафи́мович Лащо́нов (нар. 4 листопада 1950, Ровеньки, Луганська область, УРСР, СРСР) — радянський і український волейболіст. Нападник. Універсальний гравець, який однаково вдало проводив атаки з усіх зон нападу. Володів широким арсеналом кистьових ударів, часто використовував удар «блок-аут». Виступав за команду «Зірка» (Луганськ/Ворошиловград), тренер Салін Валентин Іванович. Олімпійський чемпіон (XXII Літні Олімпійські ігри 1980, Москва) у складі збірної СРСР.

## Життєпис
Гравець команди «Зірка» (Луганськ/Ворошиловград) (1967—1984). У своїй грі команда «Зірка» дотримувалася гострокомбінаційного стилю, із частою зміною місць нападниками. Ф. Лащонов бронзовий призер чемпіонатів СРСР 1976 і 1979, переможець Кубка володарів кубків ЄКВ 1973.
У збірній СРСР в офіційний змаганнях виступав у 1977—1980 роках. В її складі: олімпійський чемпіон 1980, чемпіон світу 1978, переможець розіграшу Кубка світу 1977, дворазовий чемпіон Європи (1977 і 1979).
Завершивши ігрову кар'єру, Ф. Лащонов працював тренером. Очолював жіночі команди: 1984—1993 — «Іскра» (Ворошиловград/Луганськ), 1993—1994 — «Еджзачібаші» (Стамбул, Туреччина), 1995—1996 — «Хапоель» (Кір'ят-Ям, Ізраїль), 1996—1997 — «Бешікташ» (Стамбул, Туреччина), 2003—2005 — «Сєвєродончанка» (Сєвєродонецьк, Україна), 2005—2008 і з 2009 — «Іскра» (Луганськ, Україна). У 2001—2003 — тренував чоловічу збірну Пакистану. Головний тренер чоловічих команд: 1994—1995 і 1997—2000 — «Динамо» (Луганськ, Україна), 2000—2001 — «Азот» (Черкаси, Україна).
Як головний тренер приводив свої команди до звання чемпіонів України (1992 — «Іскра» Луганськ — жінки), Туреччини (1994 — «Еджзачібаші» Стамбул — жінки), Ізраїлю (1996 — «Хапоель» Кірьят-Ям — жінки).
Почесний громадянин Луганська (2007).
Федір Лащонов частий почесний гість волейбольних змагань в Україні; він один із засновників Громадської організації «Луганська обласна рада ветеранів спорту» (ГО «ЛОРВС»).